# Gouvernement de Macao
Le Gouvernement de la Région administrative spéciale de Macao, dirigé par le chef de l'exécutif de Macao, est l'organe exécutif de ce territoire. Cet organe politique est composé de 5 départements, 2 commissaires, plusieurs directions des services, des départements et divisions, et peut également créer des organes consultatifs s'ils se révèlent nécessaires.
Les titulaires des postes clés au gouvernement sont les secrétaires, le commissaire contre la corruption, le commissaire de l'audit, le principal responsable de la police et les services douaniers. Ces postes devraient être pourvus par des citoyens résidents permanents de Macao depuis au moins quinze années consécutives, et peuvent être nommés et révoqués par le gouvernement populaire central de la République populaire de Chine, sur la proposition du chef de l'exécutif.
Le gouvernement répond de l'Assemblée législative de Macao sous les aspects suivants: assurer le respect des lois et approuvées par elle, la présentation des lignes d'action du gouvernement au moins une fois par an, soumettre le projet de budget et rapport, le degré de mise en œuvre du budget et de répondre aux questions des députés.

## Compétences
Compétences du gouvernement :
- Développer et mettre en œuvre les politiques ;
- Gérer les diverses questions administratives ;
- Traiter les affaires étrangères, lorsqu'il est autorisé par le gouvernement populaire central, conformément à la Loi fondamentale de Macao ;
- Organiser et présenter le budget et les comptes de clôture ;
- Présenter des projets de loi et des projets de résolution, et d'élaborer des règlements administratifs ;
- Nommer les membres du personnel pour assister aux sessions de l'Assemblée législative pour entendre les opinions ou de parler au nom du gouvernement.

## Composition
La composition organique du gouvernement est la suivante :
- Les services et les entités qui dépendent de la hiérarchie ou de la tutelle du chef de l'exécutif :

1. Office de la communication sociale ;
2. Fondation de Macao ;
3. Délégation économique et commerciale de Macao (avec l'Union européenne) ;
4. Délégation économique et commerciale de la Chine - Macao, au Portugal ;
5. Délégation de la Région administrative spéciale de Macao à Beijing ;
6. Délégation économique et commerciale de Macao, à proximité de l'Organisation mondiale du commerce.

- Le Département de l'administration et de la justice exerce les pouvoirs de la gouvernance dans les domaines suivants :

1. Administration ;
2. Bureau des affaires civiques et municipales ;
3. Traduction et divulgation juridique ;
4. Affaires législatives et administration judiciaire ;
5. Réinsertion sociale ;
6. Identification civile et criminelle ;
7. Orientation et coordination des systèmes registrals et notarial ;
8. Production du quotidien officiel de la Région administrative spéciale de Macao.

- Le Ministère de l'Économie et des Finances exerce les pouvoirs de la gouvernance dans les domaines suivants :

1. Finances et Budget ;
2. Les secteurs de l'industrie, du commerce, de l'inspection du eu et des sociétés off shore (à l'exception de la loi ou le règlement administratif qui se réfère expressément à la juridiction d'un autre secrétaire) ;
3. Le système monétaire, la monnaie et les finances, y compris les assurances ;
4. Gestion des finances publiques et fiscalité ;
5. Les statistiques de production ;
6. Le Travail et l'Emploi ;
7. La formation professionnelle ;
8. La sécurité sociale ;
9. La Protection des consommateurs.

- Le Secrétaire à la sécurité exerce les pouvoirs de la gouvernance dans les domaines suivants :

1. Sécurité publique au sein de la Région administrative spéciale de Macao ;
2. Enquêtes criminelles ;
3. Contrôle de l'immigration ;
4. Contrôle de la circulation et des règles disciplinaires ;
5. De la protection civile ;
6. Des coordinations et de la gestion du système pénitentiaire ;
7. Les activités définies dans le cadre de la Loi sur les douanes n ° 11/2001.

- Le Ministère des affaires sociales et de la Culture exerce les pouvoirs de la gouvernance dans les domaines suivants :

1. Éducation ;
2. Santé ;
3. Action sociale ;
4. Culture ;
5. Tourisme ;
6. Sport ;
7. La jeunesse.

- Le Ministère des Transports et des Travaux publics) exerce les pouvoirs de la gouvernance dans les domaines suivants :

1. La planification physique du territoire ;
2. Configuration du transport et de l'immatriculation des aéronefs, des navires et les activités portuaires ;
3. Infrastructure et travaux publics ;
4. Transports et communications ;
5. Protection de l'environnement ;
6. Économique et le logement social ;
7. Météo.

- La Commission de lutte contre la corruption
- La Commission de vérification des comptes
- Le service des Unités des services de police
- Le Service des douanesarticle